# Мир без воров
Мир без воров (кит. трад. 天下無賊, упр. 天下无贼, пиньинь Tiānxià Wú Zéi, палл. Тянься У Цзэй) — китайский боевик/драма режиссёра Фэн Сяогана при участии Энди Лау, Рене Лю, Гэ Ю и Ли Бинбин. Фильм является адаптацией одноимённой повести Чжао Бэньфу, которая была впервые опубликована в 1999 году. Оригинальный сюжет не сильно отличается от фильма. Впервые фильм был продемонстрирован в Шанхае, Китайская Народная Республика 5 декабря 2004 года.

## Сюжет
В фильме описана история высококлассных воров — Бо и Ли. В связи со своей беременностью Ли хочет выйти из игры, но Бо продолжает дело. Они расстаются, но снова встречают друг друга в поезде. Ли едет со своим новым знакомым по имени Ша Гэнь, наивным парнем, который заработал 60 000 юаней на стройке. Бо решает одурачить парня и отнять деньги, однако на его защиту становится Ли и отговаривает Бо. Но богатого парня в поезде заметили и другие воры, от которых его предстоит защитить Ли и Бо.

## В ролях
| Актёр        | Роль                                |
| ------------ | ----------------------------------- |
| Энди Лау     | Ван Бо (王薄 Wáng Bó)               |
| Рене Лю      | Ван Ли (王丽 Wáng Lì)               |
| Гэ Ю         | Ху Ли aka Дядя Ли (黎叔 Lí-shū)     |
| Ли Бинбин    | Сяо Е (小叶 Xiǎo Yè, "Маленькая Е") |
| Ван Баоцян   | Ша Гэнь (傻根 Shǎ Gēn)              |
| Ю Юн         | Вор №2 (二当家 Èr Dāngjiā)          |
| Гордон Лэм   | Четырехглазый (四眼 Sìyǎn)          |
| Чжан Ханьюй  | полицейский (警察 Jǐngchá)          |
| Фу Бья       | Менеджер Лю (刘经理 Liú-jīnglǐ)     |
| Фань Вэй     | жирный грабитель                    |
| Чэнь Чжихуэй |                                     |

## Награды
- Тайбэйский кинофестиваль «Золотая лошадь»:
  - «Лучший адаптированный сценарий»
  - «Лучший художественный фильм» (номинация)
  - «Лучшая хореография боевых сцен» (номинация)
  - «Лучший монтаж» (номинация)
- Hong Kong Film Award:
  - «Лучший фильм Азии» (номинация)
- Golden Bauhinia Awards:
  - «Лучшая женская роль» (Рене Лю)
  - 10 лучших фильмов Китая
- Монреальский кинофестиваль:
  - Grand Prix des Amériques (номинация)
- Hundred Flowers Awards:
  - «Лучшая женская роль» (Рене Лю)